# Tapixaua
Tapixaua is een geslacht van spinnen uit de familie loopspinnen (Corinnidae).

## Soorten
- Tapixaua callida Bonaldo, 2000